# Двинско-Обский отряд

Карта побережья Арктики, исследованная русскими экспедициями с 1734 по 1871 год

Экспедиция Двинско-Обского отряда проходила в рамках Великой Северной экспедиции.

## Описание экспедиции
Путь экспедиции Двинско-Обского отряда проходил западнее маршрутов всех других отрядов. Его задачей были описание северного побережья территории Российской империи от Белого моря до устья Оби, вдоль которого проходили морские пути, проложенные поморами.
Летом 1734 года два коча «Экспедицион» и «Обь» под командованием С. В. Муравьёва вышли из устья реки Северная Двина. Судном «Обь» командовал его помощник — М. Павлов. Через пролив Югорский Шар они вышли из Белого и Баренцева морей в Карское море к островам у западного берега полуострова Ямал — островам Шараповым Кошкам. Вдоль берега Ямала С. В. Муравьёв и его команда пытались обогнуть этот остров с севера, но смогли достичь только 72°04' с. ш. Членам экспедиции удалось произвести съёмку обоих берегов Югорского Шара, частей Байдарацкой губы Карского моря и западного побережья полуострова Ямал.

## Руководители
В 1734 году руководителем экспедиции Двинско-Обского отряда был назначен лейтенант Степан Воинович Муравьёв. В июне 1736 года на основании жалоб местных жителей и подчинённых командиром экспедиции вместо Муравьёва стал Степан Гаврилович Малыгин. В решении Адмиралтейств-коллегии было написано, что «за многие непорядочные, нерадетельные, леностные и глупые поступки» лейтенанты Муравьёв и Павлов были отстранены от должности, предстали перед судом и были согласно его решению разжалованы в матросы.

## Суда
Два коча
- «Экспедицион»,
- «Обь»

и парусно-гребные боты:
- «Первый» (командир — лейтенант А. И. Скуратов).
- «Второй» (командир — лейтенант И. М. Сухотин).